# Kingsdown (Swale)
Pour les articles homonymes, voir Kingsdown.
Kingsdown est un petit hameau entouré par les villages de Frinsted, Milstead, Doddington et Lynsted dans le Kent.
Le hameau se trouve dans le civil parish de Milstead and Kingsdown qui enjambe les frontières des districts de Maidstone et Swale.